# 磯村武亮
磯村 武亮（いそむら たけすけ、1898年（明治31年）1月15日 - 1945年（昭和20年）7月10日）は、日本の陸軍軍人。最終階級は陸軍中将。

## 経歴
陸軍大将磯村年の長男として東京で生まれる（本籍は滋賀県）。陸軍中央幼年学校予科、同校本科を経て、1918年（大正7年）5月、陸軍士官学校（30期）を卒業。同年12月、砲兵少尉に任官し野砲兵第1連隊付となる。1921年（大正10年）11月、陸軍砲工学校高等科を卒業。さらに1927年（昭和2年）12月、陸軍大学校（39期）を首席で卒業。
1928年（昭和3年）12月、教育総監部付勤務となり、砲兵監部員を経てフランス駐在。1932年（昭和7年）8月、砲兵少佐に昇進。1934年（昭和9年）1月、参謀本部員に就任し、トルコ大使館付武官に転任。1937年（昭和12年）8月、砲兵中佐に進級。1938年（昭和13年）12月、参謀本部付となり、1939年（昭和14年）3月、砲兵大佐に昇進。同年4月、関東軍参謀に転じ、参謀本部ロシア課長を経て、1941年（昭和16年）10月、野砲兵第24連隊長に発令され太平洋戦争に出征。
1942年（昭和17年）9月、第15軍軍政監部総務部長として出征。1943年（昭和18年）3月、陸軍少将に進級し緬甸方面軍参謀副長となる。同年3月から8月まで、軍政監部総務部長を兼務し、さらにビルマ大使館付武官を兼務。1944年（昭和19年）3月、第7方面軍参謀副長兼軍政監部総務部長に就任し占領地の軍政実施に従事。1945年（昭和20年）6月、陸軍兵器行政本部付に転じ、同年7月5日、中部軍管区参謀副長となるが、7月10日、搭乗機が山梨県上空で撃墜され戦死。陸軍中将に進んだ。

## 人物
クラシック音楽が好きで、亡くなった前々日も、親交のあったサイゴン総領事・河野達一の自邸で、夕食後「チャイコフスキーの第六」のレコードを所望し、聴き入っていたのが印象的だったと河野の妻の鶴代がのちに書いている。

## 親族
- 妻 磯村和代（松平定振の娘）[1]
- 長男 磯村尚徳（NHK ニュースキャスター）[1]
- 義兄 松平定堯（陸軍大佐）[1]
  - 甥 松平定知（NHK アナウンサー）